# Municipio de Taymouth
El municipio de Taymouth (en inglés: Taymouth Township) es un municipio ubicado en el condado de Saginaw en el estado estadounidense de Míchigan. En el año 2010 tenía una población de 4520 habitantes y una densidad poblacional de 49,04 personas por km².

## Geografía
El municipio de Taymouth se encuentra ubicado en las coordenadas 43°15′35″N 83°51′55″O / 43.25972, -83.86528. Según la Oficina del Censo de los Estados Unidos, el municipio tiene una superficie total de 92.17 km², de la cual 91.64 km² corresponden a tierra firme y (0.57%) 0.53 km² es agua.

## Demografía
Según el censo de 2010, había 4520 personas residiendo en el municipio de Taymouth. La densidad de población era de 49,04 hab./km². De los 4520 habitantes, el municipio de Taymouth estaba compuesto por el 95.64% blancos, el 0.82% eran afroamericanos, el 0.58% eran amerindios, el 0.2% eran asiáticos, el 0.07% eran isleños del Pacífico, el 0.88% eran de otras razas y el 1.81% pertenecían a dos o más razas. Del total de la población el 3.54% eran hispanos o latinos de cualquier raza.